# Отрадненская епархия
Отра́дненская епархия — епархия Русской православной церкви, объединяющая приходы в северо-восточной части Самарской области (в границах городских округов Отрадный и Похвистнево, а также Борского, Елховского, Исаклинского, Камышлинского, Кинель-Черкасского, Клявлинского, Кошкинского, Красноярского, Похвистневского, Сергиевского, Челно-Вершинского и Шенталинского районов). Входит в состав Самарской митрополии.

## История
Учреждена решением Священного Синода 15 марта 2012 года путём выделения из Самарской и Сызранской епархии. Административно включена в состав Самарской митрополии.
Первым управляющим епархией избран игумен Никифор (Хотеев), клирик Самарской и Сызранской епархии; хиротонисан 1 апреля 2012 года.

## Архиереи
- Никифор (Хотеев) (1 апреля 2012 — 24 июля 2025)
- Кирилл (Умрилов) (избран 24 июля 2025)

## Благочиния
Епархия разделена на 11 церковных округов:
- Борское благочиние
- Исаклинское благочиние
- Клявлинское благочиние
- Кошкинское благочиние
- Красноярское благочиние
- Отрадненское благочиние
- Похвистневское благочиние
- Суходольское благочиние
- Царевщинское благочиние
- Челно-Вершинское благочиние
- Шенталинское благочиние

## Монастыри
- Монастырь во имя благоверного князя Александра Невского (мужской; село Старая Бинарадка, Красноярский район)

недействующие
- Раковский Свято-Троицкий монастырь (женский; посёлок Красный Городок, Красноярский район)
- Мойский Свято-Троицкий монастырь (мужской; село Мойка, Борский район)